# Paul Kircher

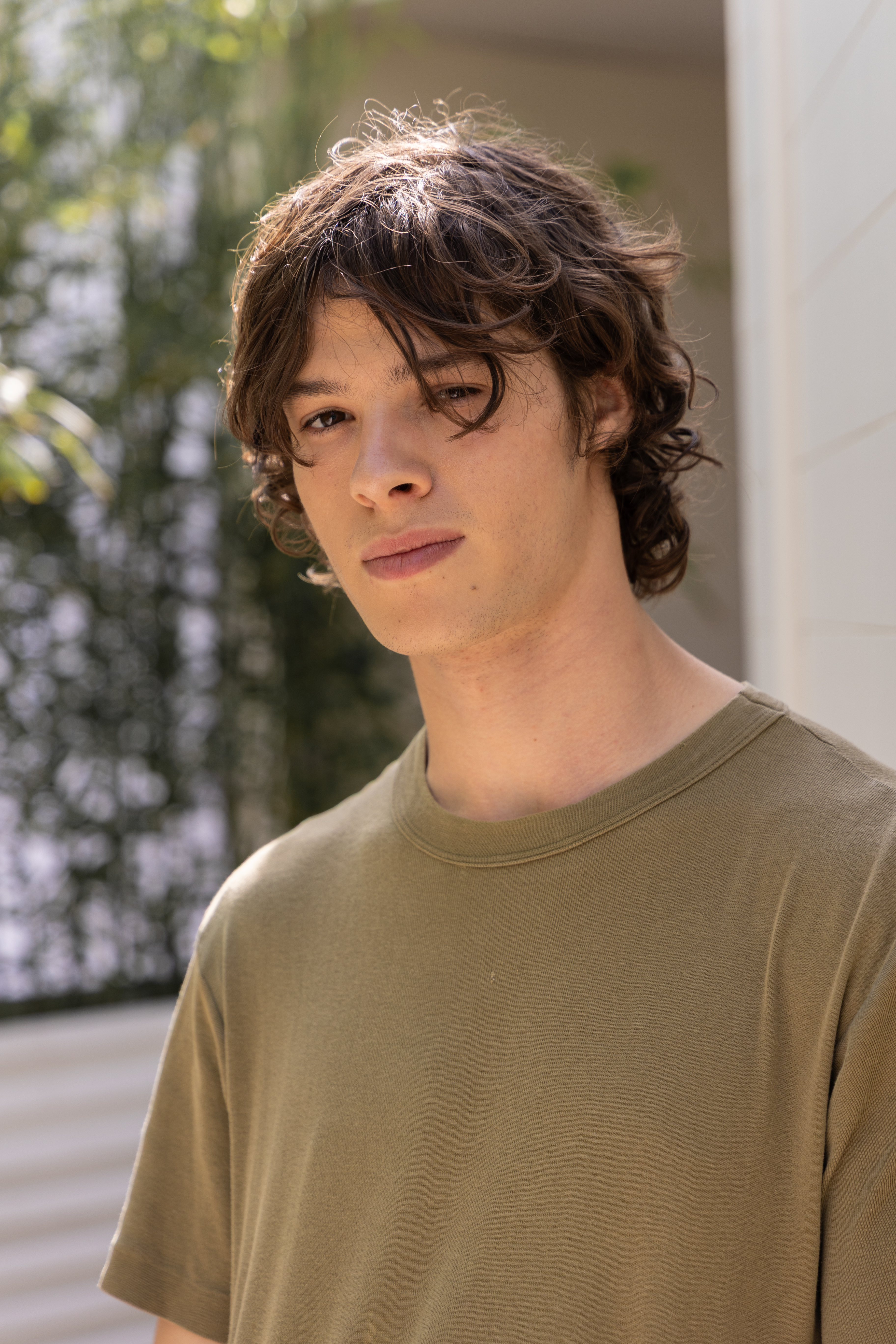
Paul Kircher 2025

Paul Kircher (* 30. Dezember 2001 in Paris) ist ein französischer Schauspieler. Internationale Bekanntheit erlangte er durch seine preisgekrönte Titelrolle in dem Spielfilm Der Gymnasiast (2022).

## Leben
Paul Kircher ist der älteste Sohn des Schauspieler-Ehepaares Irène Jacob (* 1966) und Jérôme Kircher (* 1964). Sein Großvater war der Physiker Maurice Jacob (1933–2007). Mit seinem drei Jahre jüngeren Bruder Samuel, der ebenfalls Schauspieler ist, wuchs er in Paris auf. Beide besuchten im 18. Arrondissement die Schule. Irène Jacob und Jérôme Kircher spielten beide oft zusammen Theater und nahmen ihre Söhne mit auf Tourneen.
Ursprünglich wollte Kircher nicht seinen Eltern ins Schauspielgeschäft folgen, das ihm anfänglich „ein wenig Angst machte“. Parallel zum Besuch des Gymnasiums nahm er an einer Musikhochschule in Paris Unterricht und sang in verschiedenen Rockbands. Nach dem Abitur begann er ein Studium der Geografie und Wirtschaftswissenschaft. Gleichzeitig absolvierte er Theaterpraktika bei Jordan Beswick, Professor am Lee Strasberg Theatre and Film Institute in New York und an der Pariser Manufacture des Abbesses.
Paul Kircher zählt das Tanzen und die Musik zu seinen Hobbys. Er mag besonders Rockmusik („von Nirvana bis zu den Arctic Monkeys“) und ist ein großer Fan von Nick Drake und vom Rapper Moussa Fennira.

## Karriere
Sein Spielfilmdebüt gab Kircher im Jahr 2020 in der Jugendkomödie T’as pécho? von Adeline Picault. Darin übernahm er die Hauptrolle des 15-jährigen Arthur, dessen Liebe zur gleichaltrigen Ouassima (dargestellt von Inès d'Assomption) unerwidert bleibt. Daraufhin versammelt er eine Gruppe erfolgloser männlicher Mitschüler um sich, um diesen im Schwimmbad Tipps zum Flirten mit Mädchen zu erteilen. Kircher hatte von einem Freund vom Casting erfahren und hatte spontan vorgesprochen. Der Part verschaffte ihm eine weitere tragende Rolle in der romantischen Filmkomödie Petite leçon d’amour (2021) mit Lætitia Dosch und Pierre Deladonchamps als Liebespaar.
Den Durchbruch als Filmschauspieler ebnete Kircher im Jahr 2022 seine preisgekrönte Titelrolle in Christophe Honorés semiautobiografischem Drama Der Gymnasiast an der Seite von Juliette Binoche und Vincent Lacoste. Er schlüpfte in die Rolle eines 17-jährigen homosexuellen Schülers, der mit dem Unfalltod seines ihm entfremdeten Vaters konfrontiert wird. Daraufhin zieht er zu seinem älteren Bruder nach Paris und versucht mit den wechselnden Zuständen von Trauer, Schmerz und Wut umzugehen. Honoré hatte Kircher unter hunderten von Darstellern ausgewählt und sollte diesen später für dessen „überwältigende Sensibilität“ loben. Zur Vorbereitung gab er dem Schauspieler unter anderem den Roman Und das schöne Zimmer ist leer von Edmund White zu lesen. Für die Darstellung des Lucas Ronis in seinem dritten Spielfilm gewann Kircher den Darstellerpreis des Filmfestivals von San Sebastián und wurde für die wichtigsten französischen Nachwuchspreise César und Prix Lumière nominiert. Auch in Deutschland fand Kirchers Leistung großen Anklang bei Kritikern und er wurde als „Neuentdeckung“ gepriesen.
Nach dem Erfolg von Der Gymnasiast war Kircher ursprünglich für die männliche Hauptrolle in Catherine Breillats Beziehungsdrama Im letzten Sommer (2023) vorgesehen. Die Dreharbeiten verzögerten sich jedoch, woraufhin der Schauspieler als zu alt für den ihm zugedachten Part galt. Daraufhin empfahl er der Regisseurin seinen im Kino noch unerprobten Bruder Samuel weiter, der schließlich den Zuschlag für die Rolle erhalten sollte. Paul Kircher wiederum übernahm neben Romain Duris und Adèle Exarchopoulos eine der Hauptrollen in Thomas Cailleys Science-Fiction-Streifen Animalia, der als Eröffnungsfilm der Nebensektion Un Certain Regard des 76. Festivals von Cannes ausgewählt wurde. Der Film seines jüngeren Bruders wurde derweil in den Hauptwettbewerb eingeladen. Für seine Leistung als Filmsohn von Romain Duris in Animalia gewann er im selben Jahr den Darstellerpreis des Filmfestivals von Hainan. Im Jahr 2024 folgte bei der Verleihung der Césars eine weitere Nominierung als Bester Nachwuchsdarsteller. Ebenso fand sein Bruder Samuel in derselben Kategorie Berücksichtigung. Beide hatten gegenüber Raphaël Quenard (Schrottplatzköter) das Nachsehen. Im selben Jahr wurde Paul Kircher für seine Hauptrolle in der Literaturverfilmung Leurs enfants après eux mit dem Marcello-Mastroianni-Preis des Filmfestivals von Venedig geehrt. Jurypräsidentin war seine französische Schauspielkollegin Isabelle Huppert.

## Filmografie
- 2020: Capitaine Marleau (Fernsehserie, 1 Folge)
- 2020: T’as pécho?
- 2021: Petite leçon d’amour
- 2022: Weekend Family (Fernsehserie, 1 Folge)
- 2022: Der Gymnasiast (Le lycéen)
- 2023: Animalia (Le règne animal)
- 2024: Leurs enfants après eux
- 2025: Météors
- 2025: Die Farben der Zeit (La venue de l’avenir)

## Auszeichnungen
- 2022: Darstellerpreis des Filmfestivals von San Sebastián – Der Gymnasiast
- 2023: César-Nominierung – Der Gymnasiast (Bester Nachwuchsdarsteller)
- 2023: Prix-Lumière-Nominierung – Der Gymnasiast (Bester Nachwuchsdarsteller)
- 2023: Darstellerpreis des Filmfestivals von Hainan – Animalia
- 2024: César-Nominierung – Animalia (Bester Nachwuchsdarsteller)
- 2024: Marcello-Mastroianni-Preis des Filmfestivals von Venedig – Leurs enfants après eux